# Race Imboden
Race Alick Reid Imboden (Tampa, 1993. április 17. –) világbajnok, olimpiai bronzérmes amerikai tőrvívó, modell.

## Élete
William és Fiona Imboden fiaként született. Florida állam egykori BMX-versenyzője volt. Tizenhatévesen már nemzetközi felnőtt csapatban versenyzett. Az első amerikai férfiversenyző, aki egyéniben FIE-világkupát nyert. Szereti a zenét és a DJ-zést.

## Sportpályafutása
Tőr egyéniben aranyérmet szerzett a 2012-es pánamerikai játékokon.
Abban az évben részt vett a londoni olimpián, a tőr egyéni nyolcaddöntőjében Andrea Baldini olasz vívó legyőzte őt. 2016-ban, a Rio de Janeiró-i olimpián viszont éppen az olasz csapat legyőzésével nyert bronzérmet az amerikai csapattal.